# 黑角
黑角（法語發音：[pwɛ̃t.nwaʁ]）是刚果共和国第二大城市，经济中心，重要出海口。2004年前是奎卢省（原大区）省会，之后成为自治省。位于刚果共和国西南角，西临大西洋，南邻安哥拉卡宾达省，人口715,334（2007年普查数据）。城市坐落在黑角湾和大西洋之间的一个海角上。当地黑人又称之为“Ponton”（美人）或“Ndindji”（建城之前位于此地的小村庄名）。

## 地理
该地气候湿热，九、十月雨量较少；全年平均气温23.8°C-30°C，夜间平均气温22°C-26°C。距布拉柴维尔510公里，海拔约20公尺。

## 人口
人口约1100 000。百分之75%为刚果人，其余包括刚果民主共和国人、西非人、黎巴嫩人和欧洲人。48%的人口年龄20岁以下，失业率33%。主要使用刚果语和法语。宗教信仰方面，天主教徒占58%，无神论和不可知论者27%，非洲本地宗教11%，穆斯林2%。

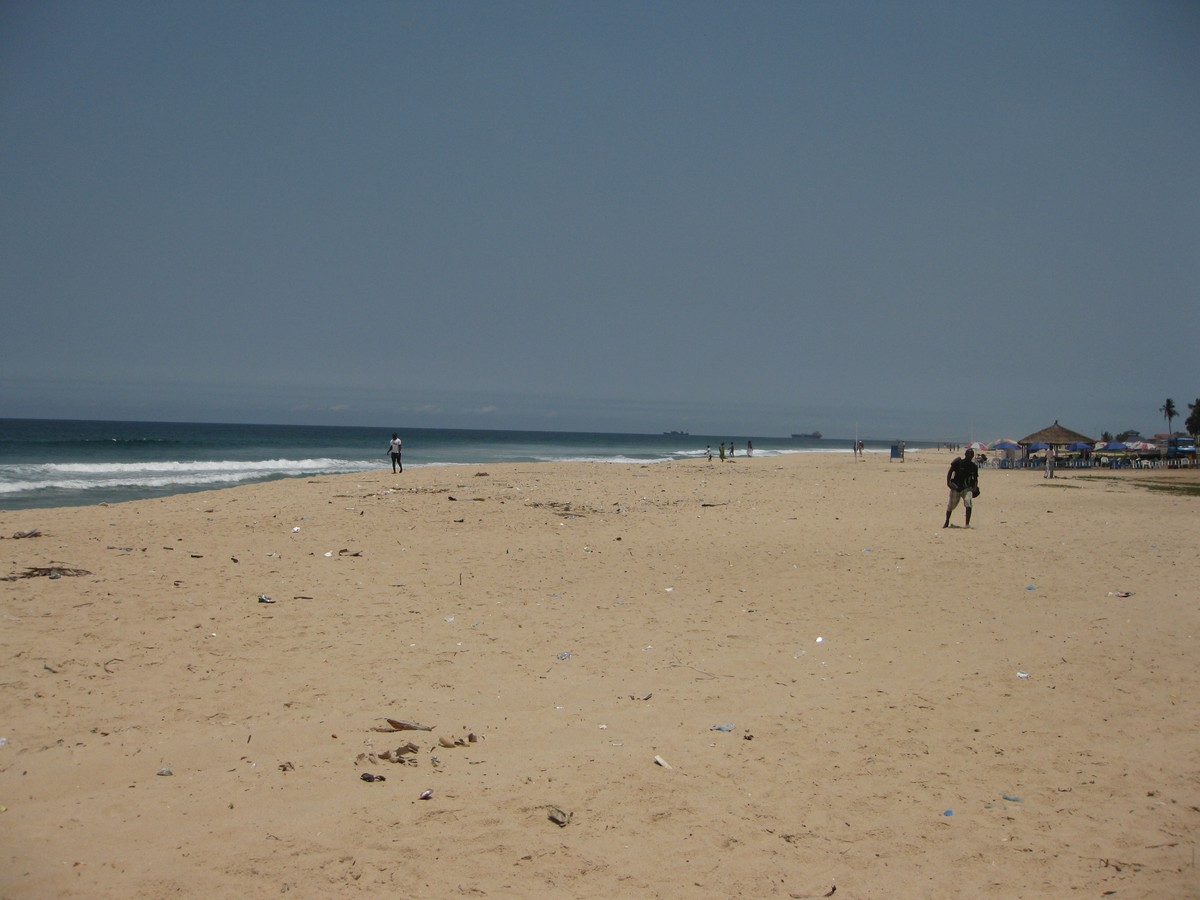
黑角海滩

## 区划
分为六个区（arrondissements）：
- 帕特丽丝·埃默里·卢蒙巴（Patrice Emery Lumumba）区，历史最悠久的区，行政、商业中心；
- 姆武-姆武（Mvou-Mvou）；
- 提埃-提埃（Tié-Tié），人口最多的区；
- 罗安基利（Loandjili）区；
- 蒙戈-普库（Mongo-Poukou）区；
- 恩戈约（Ngoyo）区

## 经济
刚果（布）重要石油工业中心，中部非洲主要产油地之一。约1980年开始，法国埃尔夫公司大量出口刚果石油。渔业也较为著名。黑角曾经也是钾碱开采地，由此拉动码头的建设，但现已不对外开放。

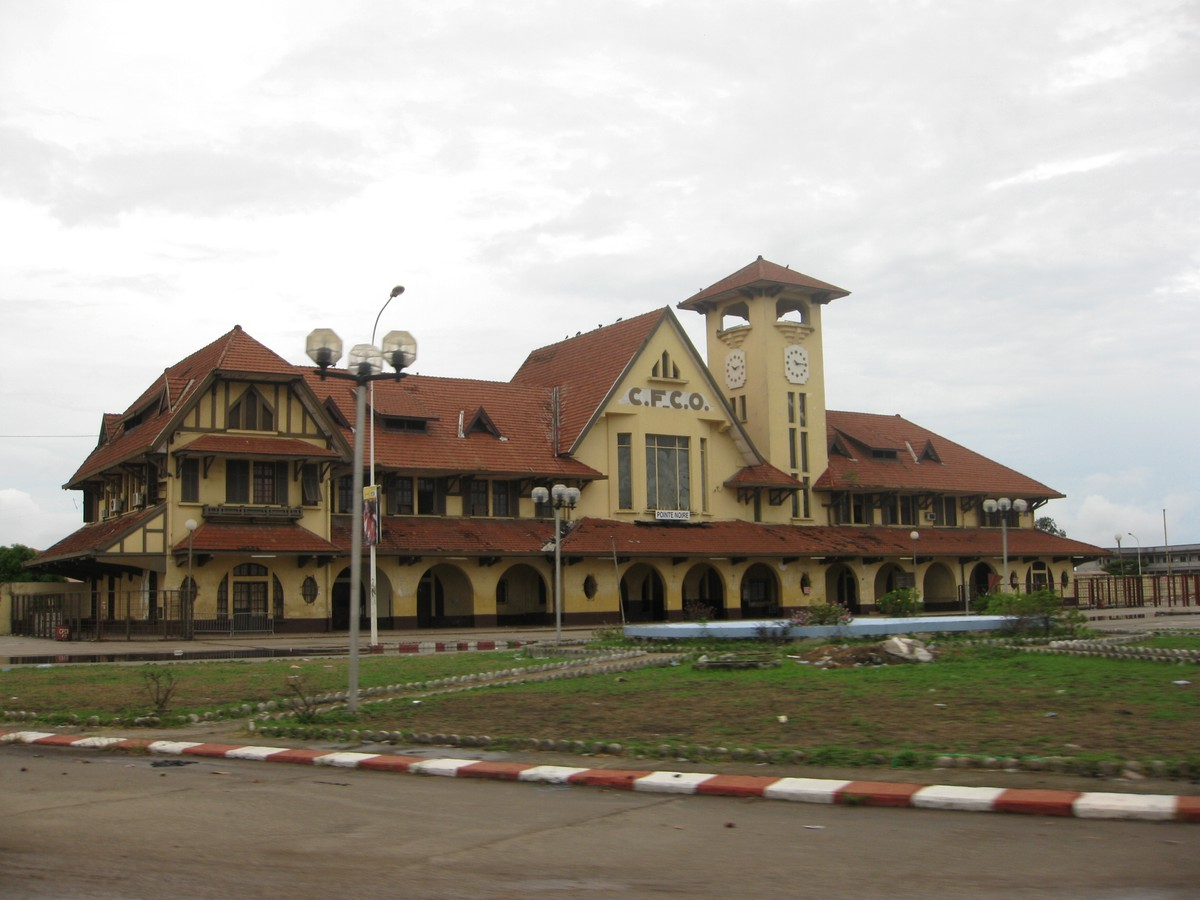
黑角火车站

黑角与法国城市勒阿弗尔是姐妹城市。

## 交通运输
黑角拥有全刚果（布）最繁忙机场之一的黑角国际机场。
黑角是刚果大洋铁路终点，黑角火车站是著名建筑，此外还有提埃-提埃火车站。
黑角市内出租车和公交车（小巴）由私人营运，主色调为蓝色，绝大部分为日本车。

## 景点
黑角市中心保留了不少殖民时期建筑：建于20世纪30年代的大洋铁路黑角火车站，以及其他建于1930年至1955年间的建筑，如圣母大教堂（阿拉扎尔（Alazard）设计，1953年）、中央邮局。市中心还有艺术品市场。
海滩风景秀丽且适于冲浪，南部的迪奥索（Diosso）峡谷和南加（Nanga）湖也是不错的景点。

## 历史
黑角（法文“黑色海角”的意译）一名来源于1484年葡萄牙航海家经过此地时看到的海岬黑石，当时即以葡萄牙语命名为Ponta Negra。从那以后黑角成为航海坐标，1883年法国与当地罗安哥人签订协议后这里成为小渔村。
1910年，法属赤道非洲（Afrique Equatoriale Francaise，AEF）成立，此后法国公司获准开发中刚果（今刚果共和国），于是日益需要修建一条从布拉柴维尔到大西洋海岸的铁路。由于布拉柴维尔以下的刚果河水流湍急无法行船，且大西洋畔的终点需建设深水港，因此利伯维尔被排除在外，黑角成为首选。大洋铁路1921年开工，1922年5月22日签署建市法令，黑角市建立。

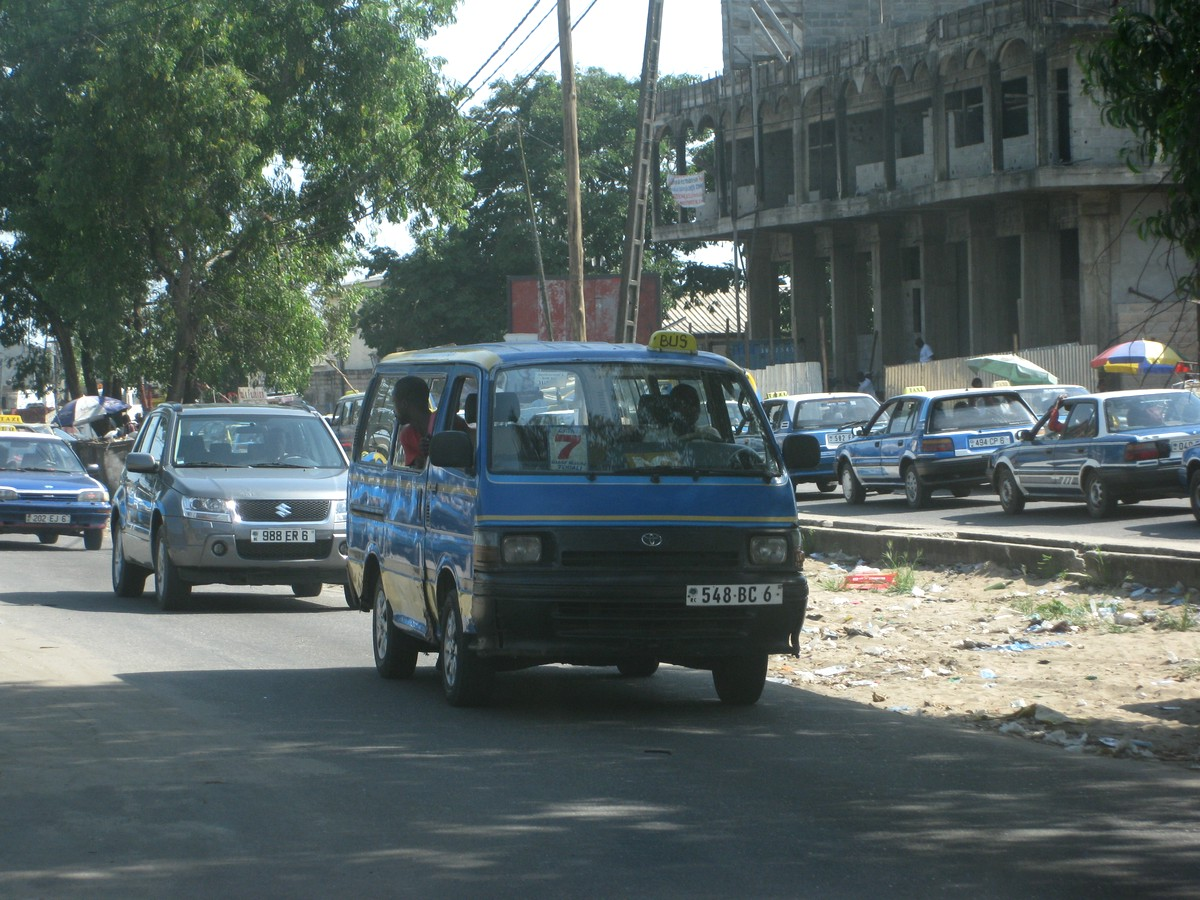
黑角的公交车和出租车

### 城市发展
1927年，城市饮水问题得到解决，当时人口3000。机场建于1932年。1934年，市长拉法埃尔·安东内提（Raphael Antonetti）为大洋铁路举行开通仪式。第一家医院建于1936年，同年西非银行在这里开设了第一家分行。1942年，黑角港迎来了第一艘船。
1950年，黑角拥有20,000人口，成为中部刚果首都，而布拉柴维尔是法属赤道非洲首都。1957年，中部刚果成为自治的刚果共和国（未独立）。后来1958年选举期间的一些事件使布拉柴维尔成为首都，自此黑角政治上受到压制。
1960年刚果独立时黑角是全国最现代化的城市。后来在1980年前后发现石油，使黑角重新令人瞩目。1982年城市人口翻一番，1994年达到360,000。
1997至1999年的刚果内战中，各方势力均竭尽全力保护黑角，使之躲过了战火洗礼，周边地区（雷库穆、尼阿里、布昂扎、普尔）的难民涌入黑角，使其人口突破1,000,000。人称“如果黑角烧掉，刚果就死了。”（“Si Pointe-Noire brûle, le Congo meurt.”）1997年10月，德尼·萨苏-恩格索请求安哥拉军队占领黑角，兵不血刃。

## 海港
- 水深10.46m[4]。

## 教育
黑角有为数众多的中学和国际学校，然而尽管作为石油工业重镇、拥有众多人口，却没有一所大学。

## 排名
对215个城市的生活质量调查中，2009年黑角排名第209，而2008年排名第210。 